# Пандовые
Пандовые (лат. Ailuridae) — семейство млекопитающих из подотряда псообразных (Caniformia) отряда хищных. Включает семь вымерших и один современный род. Единственный современный вид — малая, или красная панда (Ailurus fulgens).
Род большие панды (Ailuropoda) включается в семейство медвежьи (Ursidae) того же подотряда и к семейству пандовых отношения не имеет.

## Внешний вид
Представители семейства пандовых обладают признаками сразу нескольких семейств: енотовых, куньих, медвежьих; по ряду параметров схожи с собачьими. Представляется наиболее вероятным, что это семейство является прямым и мало изменившимся вариантом изначальной недифференцированной формы — предка ряда морфологических групп (куницеобразных и собачьих).

## Распространение и образ жизни
Первые пандовые появились в середине кайнозойской эры и с тех пор разные представители семейства были достаточно широко распространены в Евразии, Северной Америке и Африке. До наших дней дожил только один вид — малая панда, которая сохранилась в труднодоступных горных лесах Юго-Восточной Азии.
Поведение малой панды в природе изучено мало. Содержится в ряде зоопарков мира, однако все животные в неволе имеют явную аберративную дисфункцию поведения, выраженную в снижении активности и агрессивности. Изучение этих животных в естественной среде обитания могло бы принести большую пользу современной науке, позволив уточнить механизм эко-эволюционного разделения (на примере енотовых и медвежьих). Они находятся фактически на грани вымирания, главным образом, из-за сокращения естественного ареала и истребления человеком.

## Классификация
Выделено из семейства енотовых в связи с уточнением систематического положения красной панды. Отграничено на основании отличий по комплексу генетико-морфологических признаков, «сигнальных» отличий не имеет. По современным данным, дивергенция пандовых и остальных куницеподобных (кроме, возможно, скунсовых) произошла даже раньше, чем дивергенция куньих и енотовых.
В семействе пандовых (Ailuridae) один современный и 7 ископаемых родов, которые относят к 2 подсемействам:
- † ? Amphictis — олигоцен — средний миоцен (33,9—13,7 млн лет назад), Европа[9]
  - † Amphictis aginensis
  - † Amphictis antiqua
  - † Amphictis borbonica
  - † Amphictis prolongata
  - † Amphictis schlosseri
  - † Amphictis wintershofensis
- Подсемейство Ailurinae
  - Ailurus — Малые панды
    - Ailurus fulgens — Малая панда, или красная панда, обитает в южном Китае, северной Мьянме, Непале, Бутане

  - † Parailurus — Европа, Северная Америка
    - † Parailurus anglicus — плиоцен — ранний плейстоцен (5,33—1,81 млн лет назад)[10]
    - † Parailurus hungaricus — поздний плиоцен — ранний плейстоцен (3,4—1,81 млн лет назад)[11]

  - † Magerictis
    - † Magerictis imperialensis — средний миоцен (16,9—13,7 млн лет назад), Европа[12]

  - † Pristinailurus
    - † Pristinailurus bristoli — поздний миоцен — плиоцен (10,3—1,8 млн лет назад), Северная Америка[13]

  - † Protursus
    - † Protursus simpsoni — поздний миоцен (9,0 — 5,3 млн лет назад), Китай[14]
- Подсемейство Simocyoninae
  - † Alopecocyon (=Actiocyon)[15]
    - † Alopecocyon leardi

  - † Simocyon (=Araeocyon) — поздний миоцен — ранний плиоцен (11,6—5,3 млн лет назад)[16], Евразия, Северная Америка, Африка. Достигал размеров пумы.[17]
    - † Simocyon batalleri
    - † Simocyon primigenius (=Pliocyon marshi)